# Нова Лубянка
Нова Лубянка (пол. Nowa Łubianka) — село в Польщі, у гміні Шидлово Пільського повіту Великопольського воєводства.
Населення — 124 особи (2011).
У 1975-1998 роках село належало до Пільського воєводства.

## Демографія
Демографічна структура станом на 31 березня 2011 року:
|          | Загалом | Допрацездатний вік | Працездатний вік | Постпрацездатний вік |
| -------- | ------- | ------------------ | ---------------- | -------------------- |
| Чоловіки | 66      | 15                 | 46               | 5                    |
| Жінки    | 58      | 13                 | 30               | 15                   |
| Разом    | 124     | 28                 | 76               | 20                   |